# Prix du jury du Festival de Cannes
Pour les articles homonymes, voir Prix du jury.

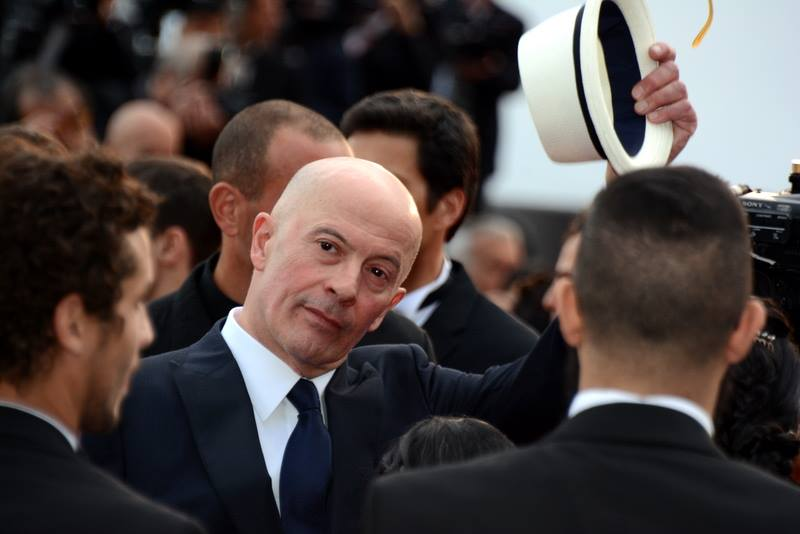
Jacques Audiard au Festival de Cannes, 2015.

Le prix du jury est une récompense décernée lors du Festival de Cannes à un film particulièrement apprécié du jury.

## Historique
Apparu en 1952 comme le deuxième trophée cannois majeur, il a été supplanté en 1969 par le tout nouveau prix spécial devenu grand prix spécial du Jury puis grand prix du jury et finalement grand prix tout court.
Aujourd'hui, le prix du jury souligne la singularité d'une démarche cinématographique et peut avoir valeur d'encouragement pour un jeune cinéaste au talent prometteur. Il peut également revenir à un metteur en scène confirmé. Par ailleurs, il est arrivé qu'il soit décerné à un technicien et à un acteur dont le travail a été jugé remarquable (comme en 2001 et en 2004). À noter que deux fois dans les années 1990 un prix spécial a été attribué par le jury indépendamment du prix du jury et du Grand prix (en 1995 et en 1996) et qu'un « prix exceptionnel du jury » a été attribué en 2009 au réalisateur français Alain Resnais.
Les deux personnalités comptabilisant le plus grand nombre de victoires dans cette catégorie sont les Britanniques Ken Loach et Andrea Arnold qui ont chacun obtenu ce prix à trois reprises (en 1990, 1993 et 2012 pour le premier et 2006, 2009 et 2016 pour la seconde). L'ont reçu deux fois René Clément (en 1946 et 1954), Michelangelo Antonioni (en 1960 et 1962), Masaki Kobayashi (en 1963 et 1965), Samira Makhmalbaf (en 2000 et 2003) et Apichatpong Weerasethakul (en 2004 et 2021).

## Palmarès
| Année Intitulé du prix (si différent)      | Film | Titre original | Réalisateur | Pays                                            |
| ------------------------------------------ | --- | --- | --- | ----------------------------------------------- |
| 1946                                       | La Bataille du rail | | René Clément | France                                          |
| 1951                                       | Ève | All about Eve | Joseph L. Mankiewicz | États-Unis                                      |
| 1952                                       | Nous sommes tous des assassins                                                                                                   | | André Cayatte | France                                          |
| 1954                                       | Monsieur Ripois | | René Clément | France                                          |
| 1955                                       | Continent perdu | Continente perduto | Leonardo Bonzi, Enrico Gras et Giorgio Moser                                                                                     | Italie                                          |
| 1956                                       | Le Mystère Picasso | | Henri-Georges Clouzot | France                                          |
| 1957                                       | Ils aimaient la vie | Kanał | Andrzej Wajda | Pologne                                         |
| 1957                                       | Le Septième Sceau | Det sjunde inseglet | Ingmar Bergman | Suède                                           |
| 1958                                       | Mon oncle | | Jacques Tati | France                                          |
| 1959                                       | Étoiles | Sterne | Konrad Wolf | Allemagne                                       |
| 1960                                       | L'avventura | | Michelangelo Antonioni | Italie                                          |
| 1961                                       | Mère Jeanne des anges | Matka Joanna od aniolów | Jerzy Kawalerowicz | Pologne                                         |
| 1962                                       | Procès de Jeanne d'Arc | | Robert Bresson | France                                          |
| 1962                                       | L'Éclipse | L'Eclisse | Michelangelo Antonioni | Italie                                          |
| 1963                                       | Hara-Kiri | 切腹, Seppuku | Masaki Kobayashi | Japon                                           |
| 1963                                       | Un jour un chat | Až přijde kocour | Vojtěch Jasný | Tchécoslovaquie                                 |
| 1964                                       | La Femme des sables | 砂の女, Suna no onna | Hiroshi Teshigahara | Japon                                           |
| 1965                                       | Kwaidan | 怪談, Kaidan | Masaki Kobayashi | Japon                                           |
| 1966                                       | Alfie le dragueur | Alfie | Lewis Gilbert | Royaume-Uni                                     |
| 1969                                       | Z | | Costa-Gavras | France                                          |
| 1969 Prix du jury pour la première œuvre   | Easy Rider | | Dennis Hopper | États-Unis                                      |
| 1970                                       | Les Faucons | Magasiskola | István Gaál | Hongrie                                         |
| 1970                                       | Des fraises et du sang | The Strawberry Statement | Stuart Hagmann | États-Unis                                      |
| 1971                                       | Amour | Szerelem | Károly Makk | Hongrie                                         |
| 1971                                       | Joe Hill | | Bo Widerberg | Suède                                           |
| 1972                                       | Abattoir 5 | Slaughterhouse-Five | George Roy Hill | États-Unis                                      |
| 1973                                       | La Clepsydre | Sanatorium pod Klepsydrą | Wojciech Has | Pologne                                         |
| 1973                                       | L'Invitation | | Claude Goretta | Suisse                                          |
| 1974                                       | La Cousine Angélique | La prima Angélica | Carlos Saura | Espagne                                         |
| 1977 Prix du jury pour la première œuvre   | Les Duellistes | The Duellists | Ridley Scott | Royaume-Uni                                     |
| 1980                                       | La Constante | Constans | Krzysztof Zanussi | Pologne                                         |
| 1983                                       | Affaire classée | Kharij | Mrinal Sen | Inde                                            |
| 1985                                       | Colonel Redl | | István Szabó | Hongrie                                         |
| 1986                                       | Thérèse | | Alain Cavalier | France                                          |
| 1987                                       | Yeelen | | Souleymane Cissé | Mali                                            |
| 1987                                       | Shinran ou la voix immaculée | 親鸞 白い道, Shinran: Shiroi michi                                                                                               | Rentarō Mikuni | Japon                                           |
| 1988                                       | Tu ne tueras point | Krótki film o zabijaniu | Krzysztof Kieślowski | Pologne                                         |
| 1989                                       | Jésus de Montréal | | Denys Arcand | Canada                                          |
| 1990                                       | Secret défense | Hidden Agenda | Ken Loach | Royaume-Uni                                     |
| 1991                                       | Europa | | Lars von Trier | Danemark                                        |
| 1991                                       | Hors la vie | | Maroun Bagdadi | France                                          |
| 1992                                       | Le Songe de la lumière | El sol del membrillo | Víctor Erice | Espagne                                         |
| 1992                                       | Une vie indépendante | Samostoyatelnaya zhizn | Vitali Kanevski | Russie                                          |
| 1993                                       | Le Maître de marionnettes | 戲夢人生, Xì mèng rén shēng | Hou Hsiao-hsien | Taïwan                                          |
| 1993                                       | Raining Stones | | Ken Loach | Royaume-Uni                                     |
| 1994                                       | La Reine Margot | | Patrice Chéreau | France                                          |
| 1995                                       | N'oublie pas que tu vas mourir                                                                                                   | | Xavier Beauvois | France                                          |
| 1995 Prix spécial du jury                  | Carrington | | Christopher Hampton | Royaume-Uni                                     |
| 1996 Prix spécial du jury                  | Crash | | David Cronenberg | Canada                                          |
| 1997                                       | Western | | Manuel Poirier | France                                          |
| 1998                                       | La Classe de neige | | Claude Miller | France                                          |
| 1998                                       | Festen | | Thomas Vinterberg | Danemark                                        |
| 1999                                       | La Lettre | | Manoel de Oliveira | France                                          |
| 2000                                       | Le Tableau noir | تخته سیاه, Takhte Siāh | Samira Makhmalbaf | Iran                                            |
| 2000                                       | Chansons du deuxième étage | Sånger från andra våningen | Roy Andersson | Suède                                           |
| 2001 Prix du jury à un technicien          | Tu Duu-Chih pour Millennium Mambo (千禧曼波, Qiānxī Mànbō) et Et là-bas, quelle heure est-il ? (你那边几点？, Ni neibian jidian) | Tu Duu-Chih pour Millennium Mambo (千禧曼波, Qiānxī Mànbō) et Et là-bas, quelle heure est-il ? (你那边几点？, Ni neibian jidian) | Tu Duu-Chih pour Millennium Mambo (千禧曼波, Qiānxī Mànbō) et Et là-bas, quelle heure est-il ? (你那边几点？, Ni neibian jidian) | Taïwan                                          |
| 2002                                       | Intervention divine | يد إلهية, Yadon ilaheyya | Elia Suleiman | Palestine                                       |
| 2003                                       | À cinq heures de l'après-midi | پنج عصر, Panj-e asr | Samira Makhmalbaf | Iran                                            |
| 2004                                       | Tropical Malady | สัตว์ประหลาด, Sud pralad | Apichatpong Weerasethakul | Thaïlande                                       |
| 2004                                       | Irma P. Hall pour son rôle dans Ladykillers (The Ladykillers)                                                                    | Irma P. Hall pour son rôle dans Ladykillers (The Ladykillers)                                                                    | Irma P. Hall pour son rôle dans Ladykillers (The Ladykillers)                                                                    | États-Unis                                      |
| 2005                                       | Shanghai Dreams | 青红, Qing hong | Wang Xiaoshuai | Chine                                           |
| 2006                                       | Red Road | | Andrea Arnold | Royaume-Uni                                     |
| 2007                                       | Persepolis | | Marjane Satrapi et Vincent Paronnaud                                                                                             | France                                          |
| 2007                                       | Lumière silencieuse | Stellet Licht | Carlos Reygadas | Mexique                                         |
| 2008                                       | Il divo | | Paolo Sorrentino | Italie                                          |
| 2008 Prix du jury pour le 61e anniversaire | Clint Eastwood pour L'Échange (Changeling) et l'ensemble de son œuvre                                                            | Clint Eastwood pour L'Échange (Changeling) et l'ensemble de son œuvre                                                            | Clint Eastwood pour L'Échange (Changeling) et l'ensemble de son œuvre                                                            | États-Unis                                      |
| 2008 Prix du jury pour le 61e anniversaire | Catherine Deneuve pour Un conte de Noël et l'ensemble de sa carrière                                                             | Catherine Deneuve pour Un conte de Noël et l'ensemble de sa carrière                                                             | Catherine Deneuve pour Un conte de Noël et l'ensemble de sa carrière                                                             | France                                          |
| 2009                                       | Fish Tank | | Andrea Arnold | Royaume-Uni                                     |
| 2009                                       | Thirst, ceci est mon sang | Thirst | Park Chan-wook | Corée du Sud                                    |
| 2009                                       | Prix exceptionnel du jury : Alain Resnais pour Les Herbes folles et l'ensemble de son œuvre                                      | Prix exceptionnel du jury : Alain Resnais pour Les Herbes folles et l'ensemble de son œuvre                                      | Prix exceptionnel du jury : Alain Resnais pour Les Herbes folles et l'ensemble de son œuvre                                      | France                                          |
| 2010                                       | Un homme qui crie | | Mahamat Saleh Haroun | Tchad                                           |
| 2011                                       | Polisse | | Maïwenn | France                                          |
| 2012                                       | La Part des anges | The Angels' Share | Ken Loach | Royaume-Uni                                     |
| 2013                                       | Tel père, tel fils | そして父になる, Soshite chichi ni naru                                                                                           | Hirokazu Kore-eda | Japon                                           |
| 2014                                       | Mommy | | Xavier Dolan | Canada                                          |
| 2014                                       | Adieu au langage | | Jean-Luc Godard | Suisse                                          |
| 2015                                       | The Lobster | The Lobster | Yórgos Lánthimos | Grèce                                           |
| 2016                                       | American Honey | American Honey | Andrea Arnold | Royaume-Uni                                     |
| 2017                                       | Faute d'amour | Nelyubov | Andreï Zviaguintsev | Russie                                          |
| 2018                                       | Capharnaüm | كفرناحوم , Cafarnaúm | Nadine Labaki | Liban                                           |
| 2019                                       | Les Misérables | | Ladj Ly | France                                          |
| 2019                                       | Bacurau | | Kleber Mendonça Filho, Juliano Dornelles                                                                                         | Brésil                                          |
| 2020                                       | N'a pas lieu à cause de la pandémie de Covid-19                                                                                  | N'a pas lieu à cause de la pandémie de Covid-19                                                                                  | N'a pas lieu à cause de la pandémie de Covid-19                                                                                  | N'a pas lieu à cause de la pandémie de Covid-19 |
| 2021                                       | Memoria | | Apichatpong Weerasethakul | Thaïlande                                       |
| 2021                                       | Le Genou d'Ahed | Haberek | Nadav Lapid | Israël                                          |
| 2022                                       | Hi-Han | Eo | Jerzy Skolimowski | Pologne                                         |
| 2022                                       | Les Huit Montagnes | Le otto montagne | Felix Van Groeningen et Charlotte Vandermeersch                                                                                  | Belgique                                        |
| 2023                                       | Les Feuilles mortes | Kuolleet lehdet | Aki Kaurismäki | Finlande                                        |
| 2024                                       | Emilia Perez | | Jacques Audiard | France, Mexique                                 |
| 2025                                       | Sirat | | Óliver Laxe | France, Espagne                                 |
| 2025                                       | In die Sonne schauen | Sound of falling | Mascha Schilinski | Allemagne                                       |